# Vladislav Aminov
Vladislav Aminov (Zelenogorsk, Rusia, 19 de agosto de 1977) es un nadador ruso retirado especializado en pruebas de estilo espalda, donde consiguió ser medallista de bronce mundial en 2001 en los 4x100 metros estilos.

## Carrera deportiva
En el Campeonato Mundial de Natación de 2001 celebrado en Fukuoka ganó la medalla de bronce en los relevos de 4x100 metros estilos, nadando el largo de espalda, con un tiempo de 3:37.77 segundos, tras Australia (oro con 3:35.35 segundos que fue récord de los campeonatos) y Alemania (plata con 3:36.34 segundos).